# Michele Steno
Michele Steno, o Sten (Venezia, 1331 circa – Venezia, 26 dicembre 1413) è stato un politico e diplomatico italiano, doge della Repubblica di Venezia dal 1º dicembre 1400 fino alla sua morte.

## Biografia

### Origini e giovinezza
Era figlio di Giovanni e di Lucia Lando. Forse gli fu dato il nome Michele in onore di un parente attestato nella prima metà del Trecento e morto prima del 1347. Aveva un fratello, Fantino (che fece testamento nel 1358 indicando Michele quale erede universale qualora la moglie non avesse avuto figli), e tre sorelle, Franceschina, Donata e Cristina (quest'ultima benedettina nel monastero di San Lorenzo).
Gli Steno, o Sten, residenti nella parrocchia di Santa Maria del Giglio, erano una famiglia di affermazione recente quanto rapida. Di certo avrebbero potuto raggiungere posizioni di prestigio, se non si fossero estinti proprio con la morte del doge, nell'ambito del calo demografico che colpì Venezia tra il Tre e il Quattrocento. Già suo padre aveva svolto incarichi di rilievo e morì nel 1352, combattendo al Bosforo contro i Genovesi.
Della sua giovinezza, va ricordata la data 20 novembre 1354, quando la Quarantia lo condannò, con altri compagni, a un mese di carcere per aver scritto nella sala del camino del doge Marino Faliero «multa enormia verba loquentia in vituperium domini ducis et eius nepotis».
Questo episodio ha dato origine a varie leggende. Secondo una di queste, lo Steno si era innamorato di una dama della dogaressa, se non della stessa moglie del Falier. Rimproverato per questo dal doge, il giovane avrebbe scritto sul suo scranno la frase «Marin Falier de la bela moier, altri la galde e lui la mantien». Il Falier, colpito nell'orgoglio, cominciò a meditare vendetta contro il patriziato, arrivando infine ad organizzare la nota congiura. La storiografia moderna, chiaramente, ritiene che alla base del colpo di mano ci furono ragioni ben più profonde, tra cui l'andamento fallimentare della guerra contro Genova.
Nel 1362 sposò Marina Gallina, dalla quale non ebbe figli, portando il proprio casato alla scomparsa.

### Carriera politica e militare
Il cursus honorum dello Steno si svolse sempre a livelli medio-alti.
Nel 1365 fu nominato capitano della Riviera d'Istria, mentre nel giugno 1369 divenne patrono di una delle galee della muda di Romania. Tornato in patria, dal febbraio 1370 iniziò a focalizzare la propria carriera attorno al prestigioso Consiglio dei Dieci: nominato caposestiere di San Marco, vi rinunciò per essere eletto capo dei Dieci e, più tardi, inquisitore del Consiglio.
La sua ascesa subì un arresto nel maggio 1379 quando, mentre ricopriva con Giovanni Trevisan la carica di sopracomito dell'armata, fu tra i responsabili della sconfitta di Pola, nell'ambito della guerra di Chioggia. Pare che i due comandanti avessero spinto il capitano generale da Mar, Vittore Pisani, ad attaccare i Genovesi al largo della città, favorendo l'entrata in laguna delle flotta nemica. I tre furono processati e condannati dagli avogadori di Comun a un anno di interdizione dai pubblici uffici, con l'eccezione dei lavori consiliari.
Dal 1381, assieme a Paolo Marcello, fu castellano di Modone e Corone e in questa veste, grazie alla mediazione del vescovo di Corone, concluse una pace con il principato di Acaia dopo anni di attriti. Fu questo un passaggio chiave nella sua carriera: oltre al fatto che il trattato servì da modello per la risoluzione di altre vertenze, da questo momento lo Steno venne più volte consultato in quanto olim castellanus Coroni et Mothoni (e non il collega) e prese a partecipare alla situazione nell'area sin poco prima all'elezione a doge.
Il 17 novembre 1384 cominciò a partecipare alla commissione istituita dal Senato per risolvere i problemi del bilancio comunale, elaborando nel giro di due mesi alcune proposte (tutte approvate) riguardanti tassazione, riduzioni del personale e adozione di un cambio monetario più vantaggioso. Il 17 gennaio 1385, con Giovanni Gradenigo e Leonardo Dandolo, concluse un accordo con i castellani del patriarcato di Aquileia e con Udine per frenare le mire dei Carraresi in Friuli e la politica filo-padovana del patriarca.
Dopo essere stato podestà di Chioggia (dal marzo 1385), membro della Zonta del Senato (dal 29 settembre 1385), bailo e capitano di Corfù (dal 29 luglio 1386), raggiunse finalmente l'ambita carica di procuratore di San Marco (30 dicembre 1386). Nel frattempo, continuò a ricoprire più volte la carica di savio del Consiglio, prendendo parte a varie commissioni quali quella sullo stato delle acque lagunari (1391) e quella sull'Istria (1392).
Negli anni 1390 fu particolarmente impegnato nella diplomazia, prendendo parte a importanti missioni. Tra gli altri, incontrò il patriarca di Aquileia, gli Estensi a Ferrara e Sigismondo di Lussemburgo re di Ungheria.
Più tardi fu coinvolto nelle difficili trattative con Gian Galeazzo Visconti, allora impegnato in una campagna espansionistica che allarmava tutta l'Italia. Fino ad allora Venezia si era dimostrata estremamente cauta, allo scopo di non minare i suoi traffici mercantili. Dal 1398 al 1400 lo Steno lavorò alle trattative di pace con il duca di Milano, in rappresentanza non solo della Serenissima, ma di tutta l'alleanza antiviscontea (comprendente Firenze, Bologna, Padova, Ferrara, Mantova). Fu certamente questo evento a sancirne l'ascesa indiscussa verso il vertice della Repubblica, favorito anche dalla salute malferma del doge Antonio Venier.

### Dogato

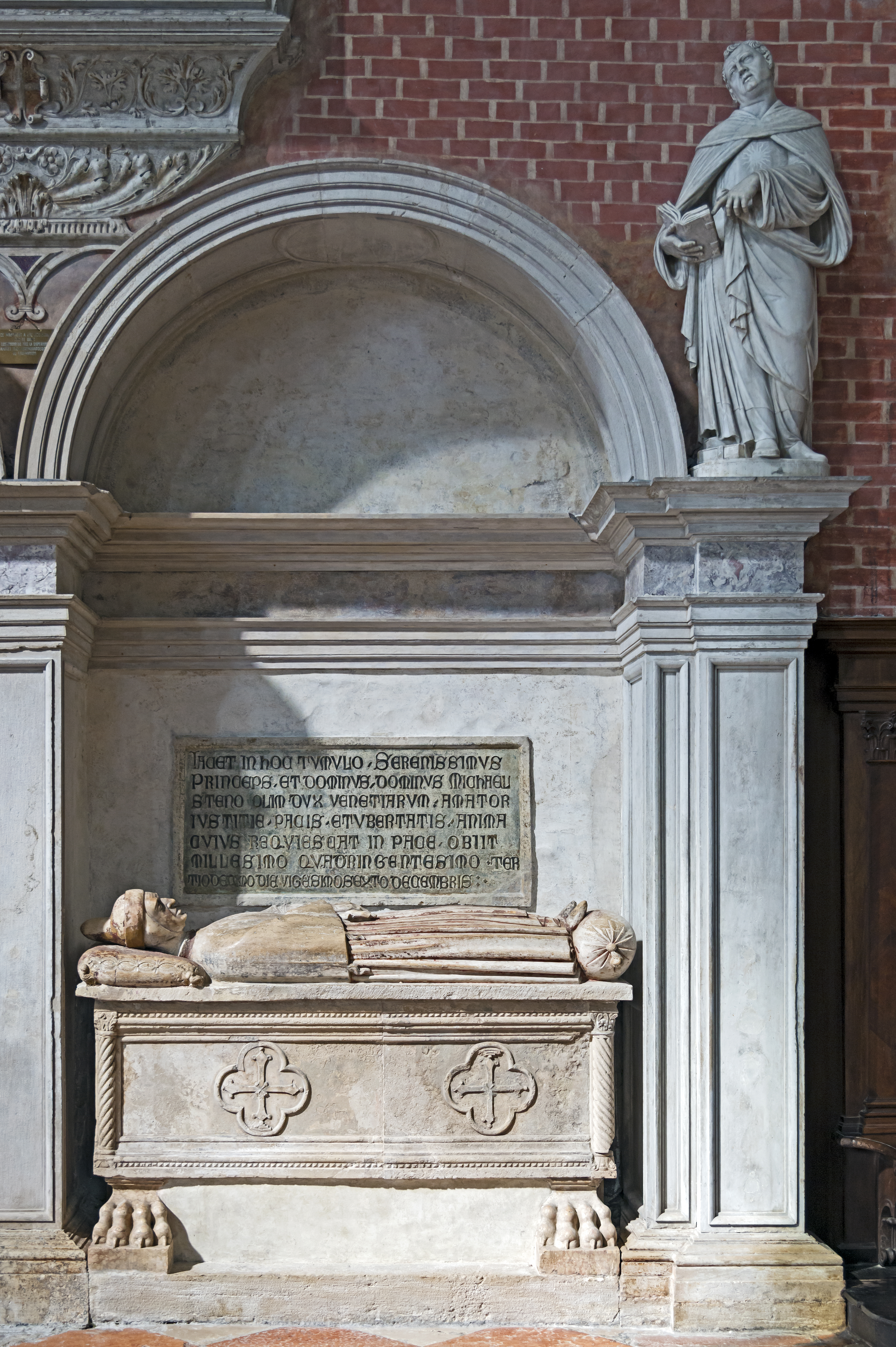
Monumento funebre dello Steno, già a Santa Marina e oggi ai Santi Giovanni e Paolo.

Non fu quindi un caso se l'elezione dello Steno a doge si svolse rapidamente: fu eletto il 1º dicembre 1400, dopo solo una settimana dalla morte del predecessore. Per l'occasione furono organizzati dei grandiosi festeggiamenti, tali da suscitare l'ammirazione di un ambasciatore milanese allora presente a Venezia.
Durante il suo mandato si verificarono alcuni importanti avvenimenti che sconvolsero in senso positivo la Repubblica.
Favoriti dalle iniziative di Ladislao I di Napoli, i Veneziani riuscirono a recuperare il controllo su Corfù (1400) e sulla Dalmazia (1409), pur pagandoli grosse somme di denaro al sovrano.
In Italia, d'altro canto, l'improvvisa scomparsa del Visconti (1402) provocò un vuoto che suscitò le mire espansionistiche di vari potentati. Interessata ad estendere il suo dominio sulla terraferma veneta, Venezia si scontrò inevitabilmente con il riemergere dei Carraresi.
A partire dal 1404, ottenuto il placet della vedova del Visconti, la Repubblica spinse le città venete, ovvero Vicenza, Verona, Rovigo, Feltre, Belluno e Bassano, a formulare delle dedizioni spontanee perché entrassero nella sua orbita. Solo la Padova dei Carraresi si oppose e dovette essere annessa dopo un conflitto armato che si concluse nel 1405 e mise fine alla signoria.
Chiaramente lo Steno fu coinvolto in questi eventi, pur essendo le sue prerogative di doge molto limitate. Tuttavia fu un uomo di carattere e grandi doti politiche e non mancarono delle sue prese di posizione, innescando inevitabilmente degli attriti con l'Avogadoria de Comun. Ad esempio, ricevendo lo sconfitto Francesco Novello da Carrara, gli avrebbe detto sprezzante: «Vui haverete quella mercede che haverete meritado». Ecco perché la promissione ducale pronunciata dal suo successore, Tommaso Mocenigo, fu ritoccata per diminuire ulteriormente i poteri del doge, favorendo l'azione di controllo dell'Avogadoria de Comun.
Morì il 26 dicembre 1413 a causa dei mali legati all'età avanzata. Le esequie si svolsero nella basilica dei Santi Giovanni e Paolo e fu sepolto nella chiesa di Santa Marina, in un pregevole monumento funebre da lui stesso commissionato. Nel 1811, con la sconsacrazione dell'edificio, l'arca fu trasferita nella stessa Santi Giovanni e Paolo.
Dal suo testamento, stilato un anno prima di morire, sappiamo che era dotato di un ricchissimo patrimonio (costituito da liquidi, immobili e titoli di prestito) e che possedeva una grande quantità di oggetti di lusso. Lasciò buona parte dei suoi averi alla vedova, beneficiando poi istituzioni ecclesiastiche, enti di beneficenza e il proprio personale. Nel documento emerge la consapevolezza di essere l'ultimo della propria famiglia, ma anche di un'epoca, avendo inaugurato l'espansionismo veneziano in terraferma.
Dopo la morte del marito, la dogaressa si ritirò nel monastero di Sant'Andrea della Zirada, dove morì circa dieci anni dopo. Le sue sostanze passarono perlopiù ai nipoti Fantino Pizzamano (unico parente nominato nel testamento dello Steno) e Polissena Navagero.